# 普賴雷斯島
普賴雷斯島（英語：Prioress Island）是南極洲的島嶼，屬於威廉群島中沃沃曼斯群島的一部分，處於霍斯特島以東0.9公里，在1954年被繪入阿根廷地圖，現時由南極條約體系管理。